# Джейсон Вурхиз
Дже́йсон Вурхиз (англ. Jason Voorhees) — главный злодей серии фильмов «Пятница, 13-е», маньяк-убийца, известный кровавыми способами расправ над жертвами. «Фирменное» орудие убийства — мачете. Впервые проявляется в фильме «Пятница, 13-е» (1980 года) в качестве сына Памелы Вурхиз — повара лагеря на Хрустальном озере — роль сыграл Ари Леман. Создатель персонажа — сценарист Виктор Миллер, также в работе над образом принимали участие Рон Куртц, Шон Каннингем и Том Савини. По первоначальной задумке Джейсон должен был появиться лишь в эпизоде, а не стать главным героем. Впоследствии персонаж появился во многих книгах, комиксах, а также был издан в виде фигурок и другой продукции наравне с Фредди Крюгером, встреча с которым произошла в фильме «Фредди против Джейсона».
Герой представлен антагонистом серии, который преследует и убивает других персонажей, а также представляет психологическую угрозу отдельным персонажам, как это было в фильме «Пятница, 13-е: Новое начало». После исполнения роли Леманом роль сыграло множество актёров. В результате это повлияло на отзывы критиков и зрителей относительно образа персонажа. Каскадёр Кейн Ходдер играл роль чаще остальных — в четырёх фильмах серии.
На протяжении всей серии внешний вид Джейсона менялся несколько раз из-за того, что над франшизой работали различные специалисты по гриму и визуальным эффектам, включая Стена Винстона. Дизайн Тома Савини был основой для более поздних вариаций. Знаменитая хоккейная маска появилась лишь в третьем фильме. Начиная с «Пятница, 13-е: Джейсон жив» авторы наделили маньяка сверхъестественными силами, возможностью регенерации и практически полной неуязвимостью. Его жажда убийства объяснялась тем фактом, что маньяк наказывал героев за аморальное поведение, включавшее занятие внебрачным сексом, употребление наркотиков и прочее, а также мстил за собственную трагическую гибель ещё ребёнком. Имя маньяка было упомянуто во многих фильмах и телесериалах, персонаж появлялся на страницах юмористических журналов и пародийных тв-шоу, а также стал вдохновением для создания хоррор-панк-группы. Несколько версий персонажа были выпущены в виде игрушек, а хоккейная маска является одним из самых узнаваемых атрибутов в массовой культуре.
Рост: 203 см
Вес: 160 кг

## Биография
Джейсон родился 13 июня 1946 года, когда его матери Памеле Вурхиз было всего 16 лет. Мальчик появился на свет с опухолью, развившей гидроцефалию, которая впоследствии физически изуродовала его лицо. Когда Джейсону исполнился год, его родители расстались, и воспитанием сына занялась мать, проявляя чрезмерную заботу и ласку. Вплоть до смерти Памела носила подаренный мужем перстень на безымянном пальце. Отец Джейсона Элай Вурхиз вскоре женился второй раз, и в 1954 году родилась единокровная сестра Джейсона Диана Вурхиз. Из-за болезни Джейсона Памела не водила его в школу и учила его сама, опасаясь, что над ним будут смеяться. Джейсон осознавал и отлично понимал всё, чему его учила мать, но из-за болезни интеллектуальное развитие Джейсона начало ухудшаться, и в результате он практически не получил серьёзного образования.
Летом 1957 года Памела Вурхиз получает должность повара в лагере «Camp Crystal Lake», основанного в 1935 году. Перед отъездом в лагерь Памела, не сумев найти няню для сына, берёт его с собой, чтобы он смог поразвлечься и найти себе друзей. В лагере Джейсон пытался найти общий язык со сверстниками, но среди окружающих его детей он чувствовал себя белой вороной и из-за неуверенности в себе старался избегать общения с детьми. Из-за его странного поведения другие дети относились к Джейсону очень плохо.
13 июня 1957 года Джейсон не выдерживает того, что он слабый и трусливый, и над ним всегда будут смеяться. Джейсон решает незаметно проплыть дистанцию 300 метров в лагере, но проплыв примерно 247 метров, он тонет.
Памела была потрясена потерей сына и во всём винила вожатых, поскольку в тот день она работала и не успела приглядеть за сыном. С этого момента Памела начала сходить с ума и слышать голос любимого сына, приказывающего ей убивать.
13 июня 1958 года Памела жестоко убивает вожатых Барри и Клодетт, отомстив за смерть сына. В 1962 году, чтобы лагерь не открыли, Памела устроила на нескольких территориях пожар и отравила всю питьевую воду. Вплоть до следующего открытия Памела жила в своём лагерном домике. Никто на тот момент не подозревал, что именно эта женщина предотвращала открытие лагеря.
1979 год. Стив Кристи со своей командой открывают лагерь Хрустальное озеро и Памела, жестокими способами, убивает всех их, кроме девушки по имени Элис Харди. Обезумевшая женщина рассказывает Элис историю её сына и направляет нож на неё, но девушка даёт отпор Памеле и сбегает. Памела валится на Элис и те начинают борьбу, в которой Харди хватает мачете и с разгона обезглавливает Памелу. Джейсон был свидетелем произошедшего.
Спустя два месяца Джейсон, как выясняется, вовсе не утонувший и живший всё это время в хижине в лесу, выслеживает Элис, которая недавно смирилась с произошедшим с ней, и убивает девушку прямо в её доме. Перед смертью Элис находит у себя в холодильнике отрубленную голову Памелы Вурхиз. После убийства Элис, Джейсон взял труп девушки и положил у алтаря, который посвящен его любимой маме. Среди следующих жертв Джейсона насчитывается более 700 человек. В фильме «Джейсон X» Джейсон сгорел в атмосфере, а до Земли долетела только его маска. Также убийство матери и «смерть» Джейсона произошли в один день — в пятницу, 13-го.

### Фильмы
Первое появление Джейсона состоялось в картине «Пятница, 13-е» (1980). Джейсон не является убийцей в этом фильме, он лишь показан в воспоминаниях своей матери, Памелы Вурхиз (Бэтси Палмер), а также в галлюцинациях главной героини Элис. Хотя Джейсон и не является напрямую участником событий, его персонаж является одним из главных на протяжении фильма — миссис Вурхиз, бывший повар в лагере «Хрустальное озеро», мстит за смерть сына, случившуюся по вине безответственных вожатых.
В продолжении фильма «Пятница, 13-е. Часть 2» (1981) зрители узнают, что Джейсон не утонул в озере. Он вырос в молодого мужчину и, став свидетелем убийства матери, мстит выжившей Элис. Затем Джейсон возвращается к «Хрустальному озеру», где словно хищник из животного мира, охраняет свою территорию от чужаков. Пять лет спустя группа подростков приезжает в лагерь, чтобы подготовить его к открытию. Однако их одного за другим убивает Джейсон, который носит на голове мешок. Джинни Филд (чью роль исполнила Эми Стил) оказывается единственной выжившей — девушка набредает на хижину глубоко в лесу, где обнаруживает голову миссис Вурхиз и множество трупов людей, убитых Джейсоном. Девушке удаётся дать Вурхизу отпор, а саму Джинни в невменяемом состоянии увозит прочь «Скорая помощь».
В фильме «Пятница, 13-е. Часть 3» (1982) Джейсон с трудом оправляется от ран, полученных в результате борьбы с Джинни, и вновь скрывается в лесах. В это же время девушка Крис Хиггинс (в исполнении Даны Киммелл) возвращается к озеру вместе с друзьями и своим лучшим другом Риком. Джейсон убивает каждого, кто встаёт на его пути, прячась в амбаре. Кроме того, в этой части Джейсон находит легендарную хоккейную маску, которая с тех пор стала визитной карточкой персонажа. Крис наносит Джейсону удар топором по голове, и тело маньяка лежит бездыханным, а Крис сходит с ума.
«Пятница, 13-е: Последняя глава» (1984) продолжает события третьего фильма — тело Джейсона отвозят в морг, где маньяк приходит в себя и убивает нескольких людей из персонала больницы, а затем возвращается на «Хрустальное озеро». Между тем, новыми жертвами Джейсона становится очередная компания, въехавшая в дом, стоящий по соседству с домом, где живут мальчик Томми Джарвис (Кори Фельдман), его сестра Триш (Кимберли Бек) и их мать. В финальной сцене Томми убивает Джейсона его же собственным мачете.
В картине «Пятница, 13-е: Новое начало» (1985) зрители узнают историю подросшего Томми, которого отправляют в лагерь, где содержатся дети с психическими расстройствами. Томми (Джон Шепард) одержим страхом, что Джейсон может вернуться, несмотря на то, что по уверениям местных властей, тело маньяка кремировали. Вскоре происходит череда убийств, виновником которых оказался имитатор Рой Бёрнс (Дик Вайенд). Сам персонаж Джейсона появляется в фильме лишь в галлюцинациях Томми.
В шестом фильме — «Пятница, 13-е: Джейсон жив» (1986) — Томми (Том Мэттьюз) освобождают из лечебницы, и юноша направляется к могиле Джейсона на кладбище недалеко от «Хрустального озера», чтобы убедиться в том, что тот мёртв. Но разряд молнии оживляет маньяка, буквально восставшего из мёртвых и приобретшего сверхспособности. Джейсон возвращается к лагерю, который теперь переименован в «Форест Грин» и начинает новую волну убийств. В финале фильма Томми с помощью Мэган — дочери местного шерифа, сковывает маньяка цепью и отправляет на дно озера.
«Пятница, 13-е: Новая кровь» (1988) рассказывает о событиях, которые произошли некоторое время спустя после событий шестого фильма. Джейсона случайно освобождает из заточения девушка Тина Шепард (Лар Парк Линкольн), обладающая телекинетическими способностями. Джейсон вновь начинает охоту на обитателей домов на берегу Хрустального озера, и после битвы с Тиной вновь оказывается на дне озера, куда его затаскивает призрак погибшего отца Тины.
В картине «Пятница, 13-е: Джейсон штурмует Манхэттен» (1989) Джейсон снова восстаёт из мёртвых и пробирается на корабль со школьниками-выпускниками — лодка из вод озера направляется в Нью-Йорк. Прибыв в большой город, маньяк убивает всех пассажиров корабля, кроме Ренни (Дженсен Даггетт) и Шона (Скотт Ривз). Он преследует их по канализационным каналам, а затем токсичные воды трансформируют маньяка в маленького мальчика, который тонет, не справившись с потоком.
В фильме «Джейсон отправляется в ад: Последняя пятница» (1993) по студийным канонам маньяка во второй раз официально убивают. По необъяснённым причинам Джейсон вновь воскрес и вернулся к Хрустальному озеру, где его преследует ФБР. Агенты ловят маньяка и взрывают его. Части тела доставляют в местный морг, однако мистическим образом дух Джейсона переселяется из одного тела в другое. Также в картине появляются сводная сестра Джейсона и его племянница Джессика Кимбл, и, как понимают зрители, Джейсону нужны его родственники, чтобы вернуть своё тело. В конце фильма Джессика отправляет маньяка в ад.
Действие фильма «Джейсон X» (2002) начинается в 2010 году: Джейсон вновь воскрес необъяснимым путём, и правительство США проводит эксперименты над маньяком, изучая его сверхъестественные способности. Учёные приходят к выводу, что он обладает регенеративными способностями — только это объясняет факт, что Джейсон постоянно возвращается к жизни. Джейсон сбегает, убивая всех на своём пути. Однако одна выжившая, Роуэн (Лекса Дуиг), умудряется заманить Вурхиза в криогенную камеру. 445 лет спустя группа студентов находит тело Джейсона и размораживают его. Оказавшись на борту космического корабля, Вурхиз одного за другим убивает членов экипажа. Он также находит и использует некие нанотехнологии, которые позволяют установить металлические имплантаты в его тело, которые придают ему невероятную силу. В конце фильма его тело выбрасывается в открытый космос и он сгорает в атмосфере.
В «Фредди против Джейсона» (2003) Джейсон встречает Фредди Крюгера (Роберт Инглунд) — главного антагониста серии фильмов «Кошмар на улице Вязов», сверхъестественного маньяка, убивающего своих жертв во сне. Крюгер ослабевает, так как жители города Спрингвуд забыли о нём. Тогда Крюгер принимает облик Памелы Вурхиз и направляет Джейсона в Спрингвуд, чтобы напомнить о себе. Но вскоре Крюгер понимает, что Джейсона трудно контролировать, и подростки в первую очередь боятся Джейсона. Битва, произошедшая между маньяками как в мире снов, так и в реальном мире, заканчивается на берегу «Хрустального озера». Кто победил в данной схватке, остаётся для зрителей загадкой — в финальной сцене Джейсон выходит из вод озера, неся в руке отрубленную голову Крюгера, который подмигивает зрителям, а затем слышится его смех.
В ремейке 2009 года под названием «Пятница, 13-е» Джейсон становится свидетелем того, как его мать обезглавливает одна из вожатых. Мальчик растёт один в лесу рядом с «Хрустальным озером». Повзрослевший Джейсон (Дерек Мирс) похищает и держит в заточении в лесном домике Уитни Миллер (Аманда Риетти), девушку, невероятно похожую на его мать. Несколько месяцев спустя её брат Клэй (Джаред Падалеки) приезжает в эти края, чтобы найти сестру. В финале картины Уитни использует своё сходство с Памелой, чтобы победить Джейсона, вонзив ему в грудь его собственный мачете.

### Книги
Впервые Джейсон появляется в романе-новеллизации 1982 года для фильма «Пятница, 13-е. Часть 3 в 3D», написанном Майклом Аваллоном. В книге автор использует альтернативный конец картины, в котором Крис, находящаяся в каноэ, слышит голос Рика и направляется к дому. Когда девушка открывает дверь, она видит внутри Джейсона с мачете, который отрубает ей голову. В следующем романе Саймона Хоука — новелизации фильма «Пятница, 13-е: Джейсон жив», выпущенной в 1986 — который также написал изданные в 1987 и 1988 годах романы по первым трём фильмам. В романе «Джейсон жив» читатели знакомятся с Элиасом Вурхизом, отцом Джейсона, который должен был первоначально появиться в конце шестой части, но сцена с его появление так и не была снята. В книге Элиас сжигает тело Джейсона, а не кремирует.
В 1994 году выходит серия молодёжных романов «Истории лагеря у Хрустального озера» (англ. Tales From Camp Crystal Lake) под общим названием «Пятница, 13». В этих книгах Джейсон не появляется, а главными злодеями становятся люди, которые, надев маску Джейсона, становятся одержимыми духом маньяка.
В 2003 и 2005 годах издательство «Black Flame» выпустило новеллизации фильмов «Фредди против Джейсона» и «Джейсон X», соответственно. Кроме того, в 2005 году выходит серия романов «Джейсон X», которые являются продолжением одноимённого фильма. Серия состоят из романа-адаптации и четырёх сиквелов. В романе «Эксперимент» (англ. The Experiment) правительство США изучает маньяка, чтобы создать расу супер-солдат. «Планета монстра» (англ. Planet Of The Beast) рассказывает о попытках доктора Бардокса и его команды клонировать находящегося в коме Джейсона, однако маньяк вскоре пробуждается ото сна. В книге «Смертельная луна» (англ. Death Moon) Джейсон оказывается в Американском Лунном Лагере. В последнем романе под названием «Третье пришествие» (англ. To The Third Power) выясняется, что у Джейсона есть сын, зародившийся благодаря искусственному осеменению.
В одноимённой серии книг, также изданной «Black Flame», действие не привязано к событиям фильмов и рассказывает о дальнейших похождениях персонажа. Первая книга «Храм святого психопата» (англ. Church Of The Divine Psychopath) рассказывает о религиозном культе, созданном вокруг маньяка, а также о том, как этот самый культ вернул Вурхиза к жизни. В романе «Адское озеро» (англ. Hell Lake) Джейсон встречает в аду душу недавно казнённого серийного убийцы Уэйна Санчеса, который убеждает Джейсона помочь ему вернуться на Землю. В «Ненависть и убийство. Всё по кругу!» (англ. Hate-Kill-Repeat) двое фанатиков-убийц пытаются найти Джейсона у берегов «Хрустального озера», считая, что они втроём должны избавить Землю от грешников. В книге «Ген Джейсона» (англ. The Jason Strain) Вурхиз оказывается на одном острове с приговорёнными к пожизненному заключению преступниками, участвующими в реалити-шоу на выживание. В романе «Карнавал убийц» (англ. Carnival Of Maniacs) Памела Вурхиз восстаёт из могилы в поисках своего сына, который стал частью странствующей выставки, где маньяка собираются продать тому, кто больше заплатит.

### Комиксы
Первые комиксы о маньяке были изданы компанией «Topps», а сам Джейсон впервые появляется на страницах комиксов в 1993 году в комикс-адаптации фильма «Последняя пятница: Джейсон отправляется в Ад», написанной Энди Менгельсом. Мини-серия, состоящая из трёх выпусков, содержала несколько вырезанных сцен из оригинального сценария, которые так и не были сняты. В продолжении фильма Джейсон появился в гостевой роли в четвёртом выпуске журнала «Satan’s Six», изданном также в 1993 году — действие комикса происходит в аду. В 1995 году Ненси А. Коллинс написал мини-серию из трёх выпусков, в котором Джейсон встречается Кожаным лицом — серия получила название «Jason vs. Leatherface». По сюжету, Джейсон оказывается в поезде, который привозит его в Техас, где Кожаное лицо и его родня принимают маньяка в семью каннибалов. После возникновения разногласий между Джейсоном и Кожаным лицом завязывается битва.
13 мая 2005 года издательство Avatar Press начало выпуск новой комикс-серии по мотивам франшизы. Брайан Пулидо написал сюжет первого «Пятница, 13: Специального выпуска» (англ. Friday, The 13th: Special), а Майк Волфер и Грег Уоллер иллюстрировали комикс. Действие происходит пять лет спустя после фильма «Фредди против Джейсона»: брат и сестра Майлз и Лора Апленд унаследовали земли «Хрустального озера». Зная о разрушительной силе маньяка, Лора в тайне от брата начинает охоту на маньяка, наняв военизированный отряд. Мини-серия «Кровавая бойня» (англ. Bloodbath) была выпущена в сентябре 2005 года. Брайан Пуллидо вновь написал сюжет, а иллюстрации создали Майк Волфер и Эндрю Далхаус — группа подростков приезжает в «Хрустальном озеру», чтобы устроить вечеринку и вскоре узнают, что у них есть много общего, а Джейсон вновь начинает свою охоту на подростков. В октябре 2005 года выходит комикс «Джейсон Х: Специальный выпуск» (англ. Jason X: Special), написанный Пулидо. Действие происходит спустя некоторое время после одноимённого фильма — Техно-Джейсон оказывается на Земле II, где биолог-инженер Кристен изучает регенеративные способности маньяка, чтобы спасти свою жизнь и жизнь возлюбленного. В феврале 2006 выходит комикс «Джейсон против Джейсона X» (англ. Jason vs. Jason X), написанный и проиллюстрированный Майком Волфером. Действие происходит после событий фильма «Джейсон X». Команда спасателей обнаруживает корабль Грендель и пробуждает регенерировавшего Джейсона Вурхиза. В итоге, Джейсон и Техно-Джейсон сталкиваются лицом друг к другу, и между ними завязывается битва. Последний выпуск под названием «Книга страха» (англ. Fearbook) вышел в июне 2006 года — комикс написал Майк Волфер, а иллюстрировал журнал Себастьян Фиумара. Некая организация под названием «Trent Organization» проводит эксперименты над Джейсоном, который вскоре сбегает и отправляется на поиски Вайолет, выжившей героини выпуска «Кровавая бойня», которая также содержится в штабе организации недалеко от «Хрустального озера».
В декабре 2006 года WildStorm начинает публикацию комиксов «Пятница, 13» (англ. Friday, The 13th). Первая история состояла из шести выпусков и рассказывала о группе подростков, который готовили лагерь к очередному открытию. В серии исследуются паранормальные силы, обитающие в водах Хрустального озера, где когда-то были спрятаны тела индейцев, истреблённых завоевателями в XIX веке. 11 июля и 15 августа вышла мини-серия «История Памелы»(англ. Pamela's Tale), пересказывающая события первого фильма с точки зрения Памелы Вурхиз, а также разбавленная сценами-воспоминаниями. Следующая мини-серия «Как я провёл лето» (англ. How I Spent My Summer Vacation) вышла 12 сентября и 10 октября 2007 года — в этой истории Вурхис подружился с 10-летним мальчиком, страдающим таким же недугом, как и сам Джейсон в детстве. Следующая серия «Фредди и Джейсон против Эша» (англ. Freddy vs. Jason vs. Ash) рассказала о встрече трёх икон жанра ужасов — Джейсона, Фредди Крюгера и Эша Уильямса — Фредди использует Некрономикон, спрятанный в подвале дома Вурхисов, чтобы вернуть себе силы. Для этого он использует Джейсона, убедив, что тот сможет стать настоящим мальчиком. Между тем, Эш работает в местном супермаркете недалеко от Хрустального озера. Он собирается уничтожить Некрономикон и вступает в схватку с Джейсоном и Фредди. 9 января и 13 февраля 2008 года выходит мини-серия «Дурная земля» (англ. Bad Land), написанная Роном Марцом и нарисованная Майком Хаддлстоуном — в этих комиксах Джейсон преследует троих подростков, нашедших убежище во время снежной бури в одной из хижин рядом с Хрустальным озером.
Следующая история была опубликована издательством WildStorm в 2009 году — в продолжении «Фредди и Джейсон против Эша», получившем подзаголовок «Воины кошмаров» (англ. Freddy vs. Jason vs. Ash: The Nightmare Warriors), Джейсон освобождается из вод Хрустального озера и продолжает охоту на Эша, но маньяка неожиданно хватает правительство США. Фредди помогает Вурхису сбежать и назначает главнокомандующим Армии тьмы, пробуждённой с помощью Некрономикона. В финале истории, Джейсона сражается с Томи Джарвисом и Стефани Кимбл, и погибает. Душу Джейсона поглощает Фредди, который становится сильнее.

### Компьютерные игры
Впервые Джейсон появляется в игровом мире в «Friday, The 13th: The Computer Game», выпущенной для Commodore 64 (1985), ZX Spectrum (1986) и Amstrad CPC (1986). Игрок управляет одним из персонажей, каждый из которых обладает различным уровнем подверженности паническим атакам и выносливости — обычно Джейсон выбирает самого слабого игрока. Большинство обозревателей посчитали игру провальной, низко оценив её геймплей, графику и сюжет.
В 1989 году была выпущена вторая официальная игра по франшизе с аналогичным названием «Friday, The 13th» — игра была разработана для NES. Большую часть игрового процесса, пользователи не видят Джейсона — он лишь достаточно редко появляется в качестве финального босса. Как и предыдущую игру, такие авторитетные обозреватели игрового мира, как «GamesRadar», «GamePro», «IGN» и многие другие назвали игру «одной из худших».
13 октября 2006 года была выпущена официальная игра для мобильных телефонов под названием «Friday, The 13th». В игре нужно управлять Джейсоном, который сражается с другими мертвецами.
Также Джейсон Вурхиз стал персонажем компьютерной игры «Terrordrome: Rise Of A Boogeyman» — это игра в жанре файтинг, созданная усилиями поклонников фильмов ужасов: все главные герои — отрицательные персонажи культовых фильмов ужасов, среди которых Фредди Крюгер, Верзила, Реаниматор Герберт Уэст, Майкл Майерс, Кожаное лицо, Эш Уильямс, кукла Чаки и другие. Сюжет в этой игре присутствует, и у каждого персонажа своя сюжетная линия. За статусом фан-проекта стоит отметить высокое качество графики и игрового процесса. Сам персонаж Вурхиза появляется в нескольких костюмах из разных частей франшизы.
В игре Dead Island, в локации «Джунгли» можно найти дом Джейсона. Убить его не так и просто, но можно. В доме есть Алтарь для поклонения матери, а внизу можно найти бензопилу.
13 марта 2015 Джейсон Вурхиз был анонсирован в Mortal Kombat X.
В игре присутствует 3 его вариации.
11 января 2015 года была анонсирована игра по мотивам фильма «Пятница 13-е» — Friday the 13th: The Game. Разработчики сообщили, что в игре будет очень много оружия и много вариантов убийств. Также в игре будет доступно несколько вариантов внешнего вида Джейсона, основанных на фильмах. Игра вышла 26 мая 2017 года. Является многопользовательской, с обязательным наличием копии игры в Steam и подключением через сеть Интернет. Игра вызвала множество смешанных отзывов в сети Интернет. Игроки хорошо оценили переданную из фильмов атмосферу, музыкальное сопровождение, игровой процесс, отыгрывание Джейсоном и жертвами, отсылки к фильмам и испытания, но плохо оценили оптимизацию, сообщество игроков, баланс, баги, некомпетентность разработчиков, физику и многое другое.
В 2018 году вышла игра Friday the 13th: Killer Puzzle. Является условно-бесплатной улучшенной графически версией игры от тех же разработчиков Slayaway Camp, пародийной головоломкой на фильмы ужасов, с заменённым протагонистом на Джейсона. В отличие от первой игры, вторая вышла сначала на мобильных устройствах, а уже потом на персональных компьютерах. В игре работает система донатов в виде платных эпизодов, начиная с девятого, и возможностью получить игровой оружейный комплект, а также на мобильных устройствах присутствует реклама (пропадающая при любом виде доната).
В мае 2024 года Джейсон Вурхиз был анонсирован в файтинге MultiVersus в виде игрового персонажа. Его альтернативным внутреигровым обликом является его образ из фильма «Джейсон X».

## Описание

### Внешность
Джейсон с самого рождения страдает гидроцефалией и деформацией лица, отчего на правой части его головы образовалась опухоль, из-за чего мальчика постоянно дразнили и он стал буквально бояться других людей. Из-за болезни лицо Джейсона имеет заметные дефекты — его глаза находятся на разной высоте, причём один глаз (правый, находящийся со стороны опухоли) постоянно косит в сторону. Остальная часть лица также обезображена: нос Джейсона не совсем прямой, а его челюсть сдвинута в сторону. Также в некоторых фильмах показано, что Джейсон был лысым с самого детства.
Взрослый Джейсон при первом появлении был одет в простую синюю рубашку и комбинезон. На голове Джейсон носил пищевой мешок с отверстием для левого глаза (так как его правый глаз был деформирован). Однако позже маньяк «сменил гардероб», облачившись в брюки и рубашку синеватого оттенка, а также надел свою знаменитую хоккейную маску. Такой образ маньяк носил до девятого фильма. Однако с шестого фильма серии, где Джейсон предстаёт перед зрителем в виде ожившего мертвеца, его одежда стала более тёмной (почти чёрной) и сгнившей (одежда стала напоминать лохмотья). Лишь в десятом фильме серии Джейсон «получил» куртку, которая также была разодрана. В том же фильме Джейсон предстаёт перед нами в образе «Убер-Джейсона», после того как его расстреливают и буквально разрывают на части. Часть тела Джейсона, а также его рука и нога стали металлическими, оба глаза нормально видят, а маска приняла новый, более продвинутый вид.
В ремейке 2009 года Джейсону вернули его старый, но уже обновлённый вид. Он носил серые брюки, майку и куртку (нечто среднее между туристической и военной курткой). Также в фильме Джейсон сначала носит на голове мешок, а впоследствии находит маску.

### Силы и поведение
В детстве Джейсон выглядел слабым, но он вырос и стал огромным мужчиной, обладающим высоким болевым порогом, что помогает ему сохранять свои силы даже в нереальных для человека случаях — подобных тем, когда Джейсону рассекли плечо мачете или пробили голову топором. При этом Джейсон почти не издаёт никаких криков или стонов боли: его речевой аппарат почти не действует, отчего маньяк даже не может говорить, а лишь изредка издаёт нечленораздельные звуки. Джейсон Вурхиз не покидает лес, окружающий Хрустальное озеро, за одним исключением — в фильме «Джейсон штурмует Манхэттен», в котором маньяк оказывается в Нью-Йорке. Некоторые обозреватели сравнивают Джейсона с хищником, который лишь охраняет свои территории.
Несмотря на заболевание и многочисленные травмы, полученные им в результате столкновений с другими персонажами, Джейсон обладает: сверхчеловеческой силой, нечеловеческой выносливостью, практическим бессмертием (с 6 фильма), превосходным слухом, зрением и обонянием (по слухам ещё и невидимостью), что каждый раз позволяет ему безошибочно определить местонахождение очередной жертвы. Зачастую Джейсон «играет» со своими жертвами, прежде чем убить — зная, что жертва наблюдает за ним, он намеренно делает вид, будто не знает о месте её нахождения и убивает её, как только очередной несчастный решает, что опасность миновала.
В ремейке 2009 года Джейсон довольно быстро бегает — этим он существенно отличается от классической версии персонажа. Он хорошо владеет мачете, топором и ножом, умело стреляет из лука, использует многие приспособления, убивая буквально всем, что попадает под руку — от молотка и вил до тяпки и отвёртки. Когда образ Джейсона был немного изменён в ремейке, Дерек Мирс назвал нового Вурхиза помесью Джона Рэмбо, Тарзана и Снежного человека из мультфильмов «Луни Тьюнс». Мирс отметил сходство Джейсона с Рэмбо — они оба устраивали в лесу хитроумные ловушки, чтобы поймать врагов; в этом фильме Джейсон более расчётливый, он даёт сдачи чаще, чем вступает в нападение сам. Однако Фуллер и Форм не хотели, чтобы герой вызывал чувство сострадания. «Он не должен вызывать чувство жалости. Он кровожадный убийца. Холодный и расчётливый», — объясняет Фуллер.

### Бессмертие
На протяжении первых четырёх фильмов было неясно, каким образом Джейсон вернулся из мёртвых. Многие поклонники считают, что на самом деле он не утонул в озере много лет назад, а выжил и прятался в хижине в лесу. Тот факт, что Джейсон постоянно возвращался к жизни и стойко переносил ранения, принято относить к тому, что Джейсон обрёл хорошую физическую форму в условиях дикой природы, где с малых лет ему приходилось самому добывать себе пищу. По другой версии, мать Джейсона, Памела Вурхиз, провела обряд по воскрешению мёртвых, тем самым вернув сына с того света.
Бессмертие Джейсон приобрёл в шестой части франшизы, где он был воскрешён ударом молний, превратившей маньяка в живого мертвеца. В девятой части был дан косвенный намёк на источник сверхъестественных способностей — Некрономикон (важная книга из другой франшизы — «Зловещие мертвецы»). Поэтому будучи ребёнком, Джейсон воскрес не по воле случая — его воскресила родная мать, сама не подозревавшая об этом. Джейсон становится подобием Дедайта — он неуязвим, жесток, бесчувственен, и уничтожить маньяка способен лишь живой родственник. Даже полное уничтожение не гарантирует ему смерть — сердце Джейсона продолжает жить, переселяясь из одной оболочки в другую — что и происходит в фильме «Джейсон отправляется в Ад!». Однако, такой сюжетный поворот противоречит некоторым событиям франшизы.
Кроме того, эта идея развита в серии комиксов «Фредди и Джейсон против Эша», из которой читатели узнают, что Некрономикон оказался в заброшенном доме семьи Вурхиз.

## Образ

### Концепция
На ранней стадией разработкой внешнего вида Джейсона занимался Виктор Миллер, но финальная версия — итог работы Миллера, Рона Курца и Тома Савини. Своё имя персонаж получил в честь сыновей Миллера — Джоша и Йена — объединившего их имена. Фамилия досталась Джейсону от девочки, которая училась с Миллером в школе, с той лишь разницей, что её фамилия была Фон Вурхиз. Миллеру казалось, что данная фамилия «звучит жутковато» — и это идеальный выбор для столь своеобразного героя. В самом раннем варианте сценария Миллера Джейсон был обычным здоровым ребёнком. Однако Филип Скьюдри, который занимался финансированием фильма захотел нечто большего и нанял Рона Курца на переписывание сценария, который и превратил Джейсона в ребёнка, страдающего болезнью Дауна. Позже Миллер согласился, что сцена будет эффектней, если Джейсон будет выглядеть как «Бэтси Палмер, только в восемь лет». Финальную сцену, где мальчик выпрыгивает из озера, придумал гримёр фильма Том Савини, вдохновившись фильмом «Кэрри», после чего Миллер дописал сцену, в которой Элис затем просыпается в больнице. Хотя Савини считал, что такая концовка окажется очень тяжёлой для зрителей, но поскольку это был всего лишь сон Элис, авторы могли добавить любую сцену после ложного финала.
Для сиквелов было придумано много идей, в частности, каждый новый фильм франшизы должен был быть новой историей, не связанной с Вурхизами, но выпущенных под названием «Пятница, 13». Один из продюсеров, Фил Скудери, предложил вернуть Джейсона в сиквеле. Режиссёр Стив Майнер посчитал это самым логичным развитием событий, так как зрители хотели узнать больше о мальчике, который напал на Элис на озере. Майнер решил придумать такой сюжет — Элис не видела настоящего Джейсона, он ей лишь приснился. Однако реальный Вурхис не утонул в детстве и вырос один в лесу. После смерти Вурхиза в фильме «Последняя глава», режиссёр Джозеф Зито хотел сделать Томми Джарвиса основным антагонистом франшизы, а сценарист Барни Коен считал эту идею оптимальной. Однако в итоге от неё отказались, ограничившись лишь намёками в «Новом начале». Режиссёр и соавтор сценария Дэнни Стейнманн выступил против идеи вывести Джейсона из игры, но использовал страх Томми относительно возвращения Джейсона как основу для событий нового фильма. Именно в этом направления начала развиваться история после того, как «Новое начало» не вызвало особого энтузиазма у зрителей. Исполнительный продюсер Фрэнк Манкузо-Младший хотел вернуть Джейсона, и особо не переживал относительно средств достижения этой цели. Как вариант, рассматривалась идея Тома МакЛафлина, считавшего, что Джейсон действительно утонул в озере в детстве, но вернулся в качестве «сверхъестественного существа». После выхода «Нового начала» попытка вновь заменить Джейсона были оставлены. Миллер, долгое время не видевший сиквелов, не пришел в восторг от того, что Джейсон стал злодеем. Он считал первый фильм историей о матери, ищущей мести за трагическую смерть сына. «Джейсон был мёртв с самого начала — он был жертвой, не злодеем», — говорит Миллер.

### Исполнители роли
«…И так я потерял главную роль и остался ни с чем. Мало сказать, что я был разочарован. Что ещё оставалось сказать, кроме «Какого чёрта?»
Когда пришло время искать актёра на роль Джейсона, Шон Каннингем отдал её Ари Леману, пришедшему на пробы на роль Джека в «Сиротах Мэнни». Как только мальчик вошёл в комнату, Каннингем предложил ему роль Джейсона со словами: «У тебя нужные габариты — мы берём тебя». В оригинальном фильме Ари Леман появляется лишь на несколько секунд в псевдофинале. В других фильмах Джейсона сыграли Тимоти Барр Миркович («Джейсон штурмует Манхэттен») и Кен Кирцинегр (в «Фредди против Джейсона»). Роль подросшего Джейсона сыграло множество актёров — часть из них отказалась от упоминания в титрах, другие же, наоборот, чрезвычайно гордились ролью. Из-за высоких требований к физической подготовке и отсутствия необходимости в драматическом мастерстве, основными исполнителями роли были каскадёры. Самым известным из них является Кейн Ходдер.
Как и в случае с другим известным маньяком, Майклом Майерсом, Джейсона сыграло несколько актёров. В сиквеле роль подросшего Джейсона досталась Уоррингтону Жилетту. Первоначально он пробовался на роль Пола, но она досталась Джону Фьюри. Авторы были уверены, что Жиллетт окончил «Голливудскую школу каскадёров» и считали его идеальной кандидатурой — Уоррингтону предложили роль Джейсона. Сначала Уоррингтон сомневался, но решил, что это будет первая главная роль в его карьере, и что подобный опыт будет «забавным». Вскоре стало понятно, что Жиллет не сможет исполнить трюки сам, и постановщик трюков Стив Даскевиш пригласил поработать над фильмом Клиффа Кадни, снявшегося во всех сценах кроме начала и сцены, где с Джейсона снимают мешок в конце — в них появляется Жиллетт. Его имя было указано в титрах как исполнителя роли Джейсона, а Даскевиш был прописан как дублёр-каскадёр. Единственная из игравших Джейсона актёров женщина — Элен Луттер, дизайнер костюмов фильма. Именно её ноги «сыграли» Джейсона в самом начале фильма. Имя Даскевиша упоминается как исполнителя роли Джейсона из архивных эпизодов в начале третьей картины, в то время как в самом фильме роль маньяка сыграл бывший британский цирковой артист Ричард Брукер. Даскевишу предложили вернуться к роли Джейсона, но он был занят на съёмках сериала «Путеводный свет» и ему пришлось бы самому оплачивать переезды с одной съёмочной площадки на другую.
Майнер нанял Брукера, так как хотел, чтобы новый Джейсон выглядел «более сильным и атлетичным». После небольшого разговора с Ричардом Майнер понял, что сделал правильный выбор. По словам самого Брукера, «сыграть маньяка-убийцу — лучший способ для иностранца влиться в американский кинобизнес». Брукер стал первым актёром, который носил фирменную хоккейную маску Джейсона. «Я подумал, что это было гармонично, я почувствовал себя Джейсоном — мне никогда прежде не приходилось носить маску во время актёрской игры». В фильме «Последняя глава» Джозеф Зито хотел видеть «закоренелого каскадёра» — на роль Джейсона взяли Тэда Уайта. Он согласился на роль из-за финансовых соображений, но вошёл в образ маньяка полностью — он вообще не разговаривал с другими актёрами на съёмочной площадке. Между тем, на съёмках произошло несколько неприятных случаев. Во время драки со своей коллегой Джуди Аронсон, сыгравшей Саманту, режиссёр продержал актрису в холодной воде голой достаточно продолжительный период времени, что привело к конфликтам на площадке. В итоге Уайт потребовал, чтобы его имя убрали из титров.
Когда встал вопрос о том, кто сыграет Джейсона в «Новом начале», авторы поняли, что должны найти другой типаж, так как убийцей был не легендарный маньяк, а его имитатор. Когда Уайт отказался от работы в продолжении, роль досталась Дику Уайенду. В титрах он указан как Рой Бёрнс, настоящий убийца, а каскадёр Том Морга сыграл Джейсона в нескольких коротких эпизодах в хоккейной маске. По словам создателей, Уайенд был не особо заинтересован в роли и мало вкладывался в работу над фильмом. Большую часть времени он проводил в своём трейлере. В противоположность этому, Морга был рад такому опыту, и «старался как можно достоверней сыграть своего персонажа». Падение Джейсона на шипы исполнил ветеран-каскадёр Джон Хок.
«Как будто ты надеваешь бейсбольную форму. Ты — питчер в Мировой серии. Невероятное чувство».
Менеджер ночного клуба в Глендейле, С. Дж. Грэм, проходил собеседование на роль Джейсона в шестом фильме, но ему отказали, так как у него не было каскадёрского опыта. Вместо него взяли Дэна Бредли, но руководство студии «Paramount» считало, что у Брэдли не было подходящих физических данных для роли, и в итоге Грэм получил роль. Хотя Брэдли заменили практически сразу, сцены с его участием попали в фильм — в частности в сцене с игрой в пейнтбол снимался Брэдли. Грэм решил исполнить большинство трюков сам, включая сцену с горящим Джейсоном, когда он борется с Томми в воде озера. Съёмочная группа очень лестно отзывается о работе Грэма, отмечая, что он никогда не жаловался, несмотря на трудности во время съёмок. Сам Грэм не хотел быть актёром или каскадёром, но ему хотелось сыграть «плохого парня» и побывать в страшном гриме. Хотя Грэма не пригласили участвовать в сиквелах, о его работе всегда высоко отзывались коллеги по съёмкам.
В «Новой крови» роль Джейсона исполнил Кейн Ходдер, который также появился в следующих четырёх фильмах. Ранее Ходдер работал с режиссёром Джоном Карлом Бюхлером над фильмом «Тюрьма». Основываясь на своём опыте работы с Ходдером, Бюхлер уговаривал Фрэнка Манкузо-Младшего нанять его, но Манкузо не считал Ходдера пригодным по физическим параметрам. Зная, что в работе предстоит использовать грим на всём теле, Бюхлер устроил пробы грима Джейсона до съёмок — впервые в истории франшизы. По мнению режиссёра, именно Ходдер наделил Джейсона индивидуальностью и эмоциями, в основном вдохновляясь гневом персонажа, который Ходдер практически «излучал» во время съёмок. По мнению самого Ходдера, ему удалось прочувствовать «жажду мести Джейсона» и понять его мотивы для убийств. Посмотрев предыдущие фильм, Ходдер решил сделать персонажа более резвым и быстрым, нежели раньше. Джон Карл Бюхлер считал, что Ходдер — «самый естественный выбор на эту роль». Он так хорошо смотрелся в роли Джейсона, что буквально пугал съёмочную группу одним своим видом в гриме, а однажды даже напугал прохожего когда шёл к своему трейлеру. Первоначально Фрэнк Манкузо-Младший и Барбара Сакс планировали нанять канадского каскадёра для участия в «Джейсон штурмует Манхэттен» но Ходдер сам связался с продюсерами и попросил дать ему шанс и вернуться в новый фильм. Главное решение должен был принять режиссёр Роб Хэдден, который был за возвращение Ходдера, так как, по мнению режиссёра, Кейн хорошо знал свой персонаж. Джейсон также появлялся в детской ипостаси в виде актёра-ребёнка Спенсера Стампа. Вероятность появиться и в девятом фильме возросла, когда в проект вернулся его первоначальный создатель — Шон Каннингем (многие годы Ходдер работал координатором трюков в фильмах Каннингема). В восьмой части Джейсон на некоторое время снова превращался в ребёнка, которого играл Тимоти Барр Миркович. Режиссёр фильма «Джейсон отправляется в Ад», Адам Маркус, с самого начала намеревался вернуть Ходдера в проект. Последнее появление Ходдера — в триллере «Джейсон Х». Ещё на стадии написания сценария, сценарист Тодд Фармер знал, что Ходдера вновь возьмут на роль Джейсона, а режиссёр Джим Айсак был поклонником Ходдер по предыдущим фильмам.
Руководство студии «New Line Cinema» считало, что фильму «Фредди против Джейсона» нужно свежее начало, поэтому решили найти другого актёра на роль Джейсона. Каннингем был уверен, что Ходдер был лучшим вариантом и не согласился с решением продюсеров. Ходдер получил сценарий картины и даже встретился с режиссёром Ронни Ю и продюсерами компании, однако Мэттью Барри и Ю всё же отказали Ходдеру, так как Ронни Ю видел персонажа иначе. Ходдеру было отказано, а Ю сказал, что хочет Джейсона сделать более медлительным с менее агрессивными движениями, которые появились в пластике персонажа в фильмах с участием Ходдера. Ронни Ю и Джефф Катц получило множество писем от разгневанных поклонников, требовавших возвращения Ходдера, но авторы были непреклонны. Новым Джейсоном стал канадский каскадёр Кен Кирзингер, игравший в восьмой части не указанного в титрах повара. По слухам, в руководстве возникало много конфликтов из-за кандидатуры Кена. По словам Ю, Кирзингер был нанят потому, что он выше Роберта Инглунда, игравшего Фредди Крюгера. Рост Кирцингера — 6 футов и 5 дюймов (196 см); Ходдера — 6 футов 3 дюйма (190 см), а Инглунда — всего 5 футов 10 дюймов (178 см). Кирзингер был уверен, что участие в предыдущем фильме поможет получить ему роль — тогда Кен исполнил несколько трюков за Ходдера в двух сценах. Кен считал, что в этой работе важным лишь размеры и сила. Хотя Кена наняла креативная группа, боссы компании «New Line Cinema» не одобрили его до того, пока сами не увидели его. В первой сцене Кирзингер появляется на улице Вязов. Кинобоссы хотели, чтобы у Джейсона появились новые движения при ходьбе. Кен сумел добиться этих изменений и заключил контракт со студией. Как бы там ни было, реакция тестовой аудитории на неясный конец фильма заставила руководство провести дополнительные съёмки. Для нового финала пригласили актёра Дугласа Тэйта — именно он был второй кандидатурой на роль Джейсона после Кена.
Каскадёр Дерек Мирс был взят на роль Джейсона Вурхиса по рекомендации Скотта Стоддарда, занимавшегося визуальными эффектами и гримом. Однако весёлый нрав Мирса поставил под вопрос его возможность сыграть такого опасного персонажа. Мирс заверил руководство, что справится с ролью. На кастинге Мирса спросили: почему он считает себя подходящим на роль Джейсона, ведь его лицо скрывает маска, и данного персонажа может сыграть любой актёр. Мирс ответил, что играть Джейсона — то же самое, что играть в театре с греческой маской, где человек и маска — не одно и то же, а маски меняются зависимо от сцены. Роль Джейсона в детстве досталась мальчику Калебу Гассу.

### Дизайн
Внешность персонажа претерпела изменения на протяжении франшизы. В первом фильме над образом Джейсона работал Том Сэвини — в детстве автор был знаком с больным мальчиком, у которого глаза и уши не находились на одной линии. Первоначально у Джейсона должны были быть волосы на голове, но Сэвини настоял на том, чтобы персонаж был лысым, что сделало более эффектной внешность персонажа, страдающего гидроцефалией, чья голова напоминает купол. Сэвини сделал слепок, воссоздав голову Ари Лемана, и, используя модель, придумал грим для Джейсона. По предложению Ари Лемана, тот измазался грязью со дна озера, чтобы выглядеть «более худым».
Для второго фильма Стив Майнер попросил Карла Фуллертона доработать первоначальный дизайн Сэвини, но у Фуллертона в распоряжении был лишь один день. Он сделал набросок, на котором был изображён подросший Джейсон, и Майнер одобрил его вариант. Фуллертон добавил персонажу длинные волосы. Жиллетт проводил час в гримёрном кресле, пока на его лицо накладывали кусочки резинового грима — один глаз должен был быть закрыт, так как у Джейсона «синдром опущенного глаза». Глаз был закрыт по 12 часов, пока снимались сцены с участием актёра. Также использовались накладные зубы, созданные местным дантистом. Большую часть концепции Фуллертона изменили для третьего фильма. Майнер хотел использовать идеи Тома Сэвини и Карла Фуллертона, однако по мере работ дизайн всё больше смещался в сторону концепции Сэвини. Стэна Уинстона наняли, чтобы разработать внешность и голову персонажа, но глаза находились на одном уровне, и Даг Уайт, автор грима третьей части, хотел использовать «опущенный глаз» в новой серии. Уайт сохранил дизайн Уинстона для затылочной части головы, так как у съёмочной группы не было времени разрабатывать дизайн полностью. Процесс создания оказался тяжёлым для Уайта, которому приходилось многое менять по ходу наложения грима на лица Ричарда Брукера, даже в последние дни съёмок.
По сценарию третьей части Джейсон стал носить на лице маску, чтоб скрыть своё лицо — до этого на нём был мешок, в котором он появился во втором фильме. Тогда никто не знал, что выбранная хоккейная маска станет «визитной карточкой» персонажа, помогая ему стать одним из самых узнаваемых киногероев в поп-культуре. Во время съёмок Стив Майнер устроил проверку осветительного оборудования, и гримёры не стали накладывать грим, а просто надели на Брукера маску. Мартин Джей Садофф, специалист по 3D-эффектам картины и большой поклонник хоккея, принёс на площадку сумку с хоккейным обмундированием, в которой также была маска команды «Detroit Red Wings», которую выбрали для тестовых кадров оборудования. Майнеру понравилась маска, но он посчитал её слишком маленькой. С помощью смеси, называемой «VacuForm», Даг Уайт расширил маску и создал по ней копию. После этого Терри Баллард нарисовал на ней красные треугольники, чтобы придать маске эксклюзивность. Кроме того, в маске были проделаны отверстия и нарисованы отметины, отличавшиеся от тех, что были на маске Садоффа. Кроме того, было создано две маски-лица Джейсона, которые Брукер носил под хоккейной. Одна из них состояла из 11 мелких частей — на её наложение вместе с гримом уходило шесть часов в день — в этой маске персонаж Джейсона появляется в сценах, где зрители видят его лицо. В эпизодах с хоккейной маской на актёра надевали простую цельную маску с открытым лицом и с готовым гримом остальных частей головы Джейсона.
Том Сэвини вернулся к обязанностям гримёра в фильме «Последняя глава», так как считал, что будучи создателем, именно он должен закончить работу над циклом, превратившего Джейсона из ребёнка в мужчину. Сэвини использовал наработки первого фильма, лишь слегка изменив его, подстраиваясь под строение лица Теда Уайта. Поскольку в «Новом начале» Джейсон не является убийцей, создателям не требовалось возвращаться к работе над внешностью Джейсона. При съёмках была использована лишь простая единая маска, подобная той, что носил Брукер под хоккейной маской. Гримёр Луис Ласаро, считавший «Новое начало» прямым продолжением четвёртого фильм, использовал «головную» маску Сэвини из предыдущего фильма.
Фильм «Новая кровь» поставил перед собой новую цель — создать «классического монстра в духе Франкенштейна». С самого начала Бюхлер пытался связать все фильмы, отобразив в гриме все травмы, которые маньяк получил в предыдущих сериях. К примеру, травмы от топора и мачете, полученные в третьем и четвёртом фильмах, а также удар винта моторной лодки из «Джейсон жив!» присутствуют на теле Джейсона в «Новой крови». Поскольку в конце предыдущего фильма маньяк оказался на дне озера, авторы хотели, чтобы он был похож на утопленника, чьё тело разлагалось под водой — должны были быть видны кости и рёбра, и Джейсон должен был ощущать дискомфорт при получении травм. Говард Бергер был в восторге от концепции Карла Фуллертона и использовал её в девятом фильме «Джейсон отправляется в Ад!». Так маска срослась с лицом Джейсона, не позволяя более её снимать. Грегори Никотеро и Бергер создали специальный костюм из латекса, который Кейн Ходдер носил под одеждой Вурхиза. Задумка была такова, что авторы хотели показать как можно больше кожи Вурхиза, и не только на голове, но и на всём теле, так как авторы понимали, что раньше такого в фильмах серии не было.
Стивен Дюпьюис начал работу над десятым фильмом серии — триллером «Джейсон X». Основой сюжета стала способность маньяка к регенерации. Чтобы проиллюстрировать контраст между оригинальной версией и обновлённой, на теле Джейсона стало больше волос и меньше повреждённой кожи. Чтобы придать внешности более «готический вид», Дюпьюис добавил Джейсону цепи и кандалы, а маска стала более угловатой. На определённой стадии работы над фильмом, Джим Айзек и съёмочная группа намеревались создать абсолютно новый грим для персонажа, так как по сюжету подростки полностью уничтожали тело Вурхиза, что позволило технологиям восстановить маньяка в новом фантастическом облике. Образ героя, в котором куски металла были вживлены в тело Вурхиза, из которого торчали провода — а на самом герое был кожаный костюм — получил название «Убер-Джейсон» (нем. Über-Jason). Металлические детали были сделаны из «VacuForm», с помощью которого создали оригинальную маску, с использованием текстильной застёжки. Провода сделали из силикона. Все части были вручную пришиты к костюму, включая «головную» маску, которую носил Ходдер. С одной из сторон добавили застёжку на молнии, которая позволяла Ходдер облачаться и снимать костюм за 15 минут.
К тому времени, как начались съёмки картины «Фредди против Джейсона» было отснято 10 фильмов серии. Художник по спецэффектам Терезакис хотел создать новую маску и сделать Джейсона менее разложившимся и лучше сохранившимся — чтобы зрители могли увидеть нового Джейсона, но узнать в нём хорошо известного персонажа. Терезакис хотел сохранить в облике Джейсоне историю предыдущих фильмов, но понял, если делать это слишком усердно, «Джейсон будет выглядеть как груда гнилья». Ронни Ю хотел увидеть такой грим, который был лишь фоном, а внимание в кадре было сконцентрировано на маске. Чтобы добиться этого, Терезакис придумал «синюшный вид», покрасив кожу в чёрный, играя на идее, что кровь прилила к задней части головы, так как он долгое время лежал неподвижно. Как и многие другие авторы, Терезакис воссоздал череп персонажа, разработанный ещё Томом Сэвини, должным образом состарив его.
В ремейке 2009 года Скотт Стоддард взял за основу грим Карла Фуллертона из второго фильма и Тома Сэвини из четвёртой картины. Стоддард хотел, чтобы Вурхиз был больше похоже на человека, а не монстра, как это было в предыдущих картинах. Скотт решил изобразить Джейсона с красной сыпью на лице, с выпадающими волосами и деформированным лицом — однако это было сделано таким образом, что с определённых углов в лице Джейсона можно было разглядеть нормальную внешность. Новая маска была создана на основе изменений, произошедших в третьем и четвёртом фильмах. Художнику удалось заполучить оригинальную маску, с которой после долгого изучения была сделана копия. Хотя Стоддард использовал копию, он не хотел полностью повторять её в новом фильме: «Я не хотел полностью повторять то, что уже существовало — мне много нравилось в оригинальном дизайне, но я хотел внести в облик Джейсона свои идеи. Сделать его внешность более обыденной, но близкой к тому, что мы видели в классических фильмах. Особенно это касалось лба и щёк. Немного состарить их, придать им болезненный вид». В конце концов, Стоддард создал шесть версий маски, каждая из которых использовалась при съёмках.

### Критика и авторы о персонаже
Обозреватель онлайн-журнал «Salon», Эндрю О’Хэир, описал Джейсона, как «молчаливую пустышку без эмоций». Обсуждая поведение персонажа, Шон С. Каннингем сказал: «У него нет личности. Он как большая белая акула. С ним нельзя договориться. Всё, на что можно надеяться — что тебе повезёт спастись». Начиная с фильма «Джейсон жив!» маньяк фактически неразрушим. Том МакЛоклин, режиссёр картины, считал глупым, что Джейсон стал очередным парнем в маске, который убивал людей налево и направо, но «был сбит с ног героиней в конце фильма». МакЛоклин хотел видеть Джейсона «более грозным и неодолимым». Также режиссёр показал слабость Джейсона — он не может противостоять водам Хрустального озера. Черпая вдохновение в своих знаниях о вампирах, МакЛоклин решил, что место его смерти и станет главной слабостью Джейсона. Это вновь проявится в «Новой крови», а идея того, что Джейсон действительно утонул в озере, найдёт подтверждение в восьмом фильме, «Джейсон штурмует Манхэттен» Роба Хэддена.
Было выдвинуто несколько предположений относительно мотивов, побуждающих Джейсона к убийству. Кен Кирзингер называет Джейсона «чокнутым маменькиным сынком… Очень живучим. Его нельзя убить, но он чувствует боль, как никто другой». По словам актёра, Джейсон — мастер в области убийств, а главная цель, которую он преследует— сделать так, чтобы мама была довольна — в его поступках нет ничего личного. Эндрю О’Хэир считает, что «всплеск гормонов действует на Джейсона, чьи моральные ценности круче, чем у Уилльяма Беннетта, сильнее, чем нюхательная соль». Тодд Фармер, сценарист картины «Джейсон Х», получил удовольствие от написания сцены, в которой Джейсон «обновляется», пока пара подростков занимается сексом — «забавно, что половой акт возвращает Джейсона к жизни». Какими бы ни были его мотивы, Кейн Ходдер уверен, что у действий Джейсона есть свои ограничения. По словам Ходдера, он может жестоко убить любого человека, который попадётся ему на пути, но он не настолько жесток, чтобы убить животное — именно поэтому актёр отказался сниматься в сцене, в которой маньяк расправляется с собакой одного из героев. Также режиссёр Том МакЛоклин решил, что Джейсон не навредит ни одному из маленьких детей, которые появляются в лагере в фильме «Джейсон жив!», утверждая, что Джейсон не убьёт ребёнка из-за жалости, особенно учитывая, что он сам чуть было трагически не погиб в детстве.
В ранней версии сценария картины «Фредди против Джейсона» один из злодеев должен был совершить поступок-искупление. Соавтор первой версии, Рональд Д. Мур, говорит, что это было необходимо именно для Джейсона, так как раньше никто не обращал особо внимания на ту историю, которая изначально окружала персонажа. По словам Мура, этот герой мог всё начать сначала, а зрители могли за него переживать. В другой версии сценария, написанной Марком Протосвичем, также была обыгрывалась идея искупления: Джейсон защищает беременную девочку-подростка по имени Рейчел Дэниэлс. Протосевич объясняет: «Смысл этого поворота в том, что есть два типа монстров. Фредди — чистое Зло, а Джейсон — персонаж, ищущий возмездия, наказывая тех людей, которые, по его мнению, не достойны жить. В конце концов, между ними происходит столкновение, и Джейсон становится „благородным“ монстром». Сценаристы Дэмиан Шеннон и Марк Свифт — автор сценария, по которому в итоге сняли фильм — разошлись с предыдущими писателями во мнении, что Джейсон должен стать героем, хотя они изобразили Джейсона жертвой Фредди. «Мы не хотели делать Джейсона менее страшным. Он всё ещё безжалостный убийца. Мы никогда не хотели изображать его героем. Они оба — злодее в равной степени», — говорят Шеннон и Свифт. Бренна О’Брайен, одна из основательниц сайта «Fridaythe13thfilms.com», считает, что у персонажа есть черты, вызывающие жалость: «Джейсон — мальчик-инвалид, который чуть не утонул в озере и провёл всю свою жизнь один в лесу. Он видел, как убили его мать в первом фильме, нет ничего удивительного, что он мстит любому, кто возвращается в этот лагерь. Любой зритель-подросток может ассоциировать с себя с Джейсоном, так как многие испытывают чувство одиночества и изоляции — такое не испытываешь, наблюдая за Майклом Майерсом или Фредди Крюгером».
«Media Psychology Lab» при Государственном университете Калифорнии провела опрос 1 166 американцев в возрасте от 16 до 91 года, цель которого было выявить психологическую привлекательность киношных монстров для зрителей. Многие характеристики Джейсона оказались привлекательны для большинства участников. В опросе было заявлено, что Джейсон — «непобедимая машина для убийств». Участники оказались под впечатлением от «навыков Джейсона в нарезании и нанесении увечий огромному числу подростков и взрослых». Другие монстры опроса — вампиры, Фредди Крюгер, Франкенштейн, Майкл Майерс, Годзилла, Чаки, Ганнибал Лектер, Кинг-Конг и Чужие — набрали больше всего баллов во всех категориях опросов, включая раздел о навыках убийств. Среди других привлекательных черт — «аморальность, наслаждение убийствами и невероятная сила».
Сайт «IGN» поставил Джейсона Вурхиза на 2 место в списке «25 лучших злодеев в ужастиках».

## В поп-культуре
Джейсон Вурхиз стал одной из ведущих икон американской поп-культуры. В 1992 году персонаж получил премию «MTV Lifetime Achievement Award». он является одним из трёх вымышленных персонажей, получивших премию — наряду с Годзиллой (1996) и Чубаккой (1997). Магазин «Wizard» поставил Джейсона на 26 место в своём списке «Величайших злодеев всех времён». Парк «Universal Studios» и «New Line Cinema» ежегодно устраивающие аттракцион «Halloween Horror Nights» используя персонажа в этом мероприятии.
Герой неоднократно появлялся в виде игрушек, а его образ использовался в продаже различных предметов. В 1988 году компания «Screamin' Toys» выпустила фигурку Джейсона — модель для сборки. Во время сборки владелец не только склеивает части фигурки, но и вручную красит детали. Спустя шесть лет они выпустили вторую фигурку на основе персонажа из фильма «Джейсон отправляется в Ад!». «McFarlane Toys» выпустили две серии игрушек в 1998 и 2002 годах. В первую серию вошёл Джейсон из фильма «Джейсон отправляется в Ад!», а во вторую — Убер-Джейсон из «Джейсона X». С того времени компания периодически выпускала фигурки, куклы и статуэтки Джейсона, включая версию из «Фредди против Джейсона». В апреле 2010 года компания «Sideshow Toys» выпустила фигурку Джейсона из ремейка 2009 года.
Персонаж появляется в различных проектах. К примеру, выход фильмов и информация о персонаже была освещена во многих журналах, особенно специализированном журнале «Fangoria», и еженедельных комиксах. Журнал «Cracked» выпускал пародии на персонажа и дважды помещал его на обложку. Журнал «Mad» использовал персонажа более чем в дюжине своих комикс-историй. Джейсон дважды появился в комиксе «Mother Goose & Grimm». Исполнитель роли Джейсона в детстве в первом фильме, актёр Ари Лемен, создал музыкальную группу под названием «FIRSTJASON», выступающую в жанре хоррор-панк, черпая вдохновение у групп «Dead Kennedys» и «The Misfits». одна из песен называется «Jason Is Watching», а творчеством в целом посвящено персонажу.
«…Shit, half the shit I say, I just make it up, To make you mad, so kiss my white naked ass, And if it’s not a rapper that I’ll make it as, I’mma be a fuckin' rapist in a Jason mask».
В 1986 году Элис Купер написал песню-саундтрек к фильму «Джейсон жив!» под названием «He’s Back (The Man Behind The Mask)» — она вошла в альбом «Constrictor». Песня была написана, чтоб отпраздновать «большое возвращение Джейсона в мир кино», отсутствовавшего в предыдущем фильме. Рэпер Эминем упоминает Джейсона в нескольких песнях. Песня «Criminal» с альбома «The Marshall Mathers», упоминает персонажа, а композиции «Amityville» и «Off The Wall» содержат фрагменты музыки Гарри Манфредини и его знаменитый мотив — главную тему сериала «ki, ki, ki… ma, ma, ma…». На некоторых концертах певец носил такую же хоккейную маску. Также в своих песнях Джейсона упоминают 2Pac Shakur, Dr. Dre, LL Cool J и Insane Clown Posse. В 1989 году пуэрто-риканский рэпер Vico C выпустил песню «Viernes 13», в которой Джейсон появляется в Пуэрто-Рико. Песня была очень популярна, и певец написал её продолжение — «Viernes 13, Parte II». Канал VH1 для премии «Vogue Fashion Awards», проходившей под слоганом «Friday, The 20th», создал рекламный ролик с участием маски Джейсона.
Герой часто становится предметом пародий в кино и на телевидении. Героиня Дрю Бэрримор в фильме «Крик» Уэса Крэйвена пытается выжить, отвечая на вопросы маньяка о фильмах ужасов — среди них был и вопрос: «Как звали убийцу в первом фильме?». Героиня называет имя Джейсона, забыв о том, что убийцей была его мать, Памела Вурхиз. По словам сценариста Кевина Уильямсона, ему пришла в голову идея этой сцены, когда он увидел группу друзей, игравших в игру на знание фильмов в баре — задав вопрос, он не получил правильного ответа, и играющие угостили его выпивкой. В другом фильме Крэйвена, «Оборотни», в музее восковых фигур можно увидеть фигуру Джейсона из фильма «Джейсон отправляется в Ад!».
Джейсон также появляется в трёх сценках в комедийном сериале «Робоцып». В семнадцатом эпизоде «Operation: Rich in Spirit» герои мультсериала о Скуби-Ду приезжают на Хрустально озеро, чтобы расследовать дело об убийствах, совершённых Вурхизом, но оказывается, что за него себя выдавал старик Филлипс. В девятнадцатом эпизоде «That Hurts Me» он появляется в телешоу «Horror Movie Big Brother» вместе с другими маньяками — Майклом Майерсом, Фредди Крюгером, Кожаным лицом, Призрачным лицом и Пинхэдом. Через три года в шестьдесят втором эпизоде «They Took My Thumbs» Джейсон изображён за день и после типичной пятницы, выпавшей на 13-е число.
Джейсон пародируется в мультсериале «Гриффины» в эпизоде «It Takes A Village Idiot & I Married One». Так называемый мистер Вурхиз объясняет репортёру Трише Таканаве, как он счастлив, что люди вновь начали выезжать на природу на озеро Куахога. Позже в эпизоде выясняется, что он владеет магазином одежды «Britches & Hose». Несмотря на свой образ в фильмах, Джейсон прекрасно говорит, он вежлив и образован, но всё ещё является психопатом: он убивает отдыхающих и грозится искромсать своих сотрудников, если те «облажаются». В фильме «How I Spent My Summer Vacation» о похождениях героев Tiny Toon утка Плаки, поросёнок Хэмптон и его семья подбирают автостопщика, возвращающегося из «Happy World Land Amusement Park». В дороге герои слышат объявление по радио, в котором говорится, что из местной психиатрической лечебницы сбежал преступник — его описание полностью совпадает с внешностью человека, которого подобрали герои. Попутчик начинает нервничать, надевает маску, пародирующую маску Джейсона, и нападает на Плаки с бензопилой, объясняясь в любви к свинине и свежей утке. Также персонаж появляется в мультфильме «Acme Looniversity» ближе к концу, где он продолжает охотиться на Плаки. В эпизоде «Симпсонов» Джейсон и Фредди Крюгер появляются в знаменитом «диванном приколе» в одном из эпизодов на Хэллоуин. Герои ждут семейку, и когда Крюгер спрашивает, где же они, Джейсон отвечает: «А, что поделаешь…» (англ. Ehh, whaddya gonna do?) и включает телевизор. Также Джейсон появляется в эпизоде «Stop Or My Dog Will Shoot!» вместе с Пинхэдом в фантазиях Барта. В эпизодах «Imaginationland Episode II» и «III» шоу «Южный парк» Джейсон появляется вместе с другими злодеями. В шоу у Джейсона женственный голос. Также Джейсон пародируется в фильме «Стэн Хельсинг». Один из скинхедов в видеоигре Manhunt носит маску как у Джейсона.
В Великобритании с 1991 по 2001 гг. существовала панк-хардкор группа «Voorhees».
Джейсон появляется в качестве DLC-персонажа в видео-игре Mortal Kombat X
Песня «Horrifiction» финской хеви-метал группы Lordi посвящена серии «Пятница, 13-е» и в частности Джейсону Вурхизу.
Песня группы Ice Nine Kills «Thank God It’s Friday» посвящена Джейсону Вурхизу.
В Джейсона Вурхиза переодевается аутист Лось, чтобы напугать своего кино-кумира в фильме «Фанат» (2019).